# Lijst van civil parishes in Lincolnshire
Dit artikel bevat een lijst van civil parishes in Lincolnshire.

## Boston
- Algarkirk, Amber Hill, Benington, Bicker, Butterwick, Fishtoft, Fosdyke, Frampton, Freiston, Holland Fen with Brothertoft, Kirton, Leverton, Old Leake, Sutterton, Swineshead, Wigtoft, Wrangle, Wyberton.[1]

## East Lindsey
- Aby with Greenfield, Addlethorpe, Alford, Alvingham, Anderby, Ashby with Scremby, Asterby, Aswardby, Authorpe, Baumber, Beesby with Saleby, Belchford, Belleau, Benniworth, Bilsby, Binbrook, Bolingbroke, Brackenborough with Little Grimsby, Bratoft, Brinkhill, Bucknall, Burgh le Marsh, Burgh on Bain, Burwell, Calcethorpe with Kelstern, Candlesby with Gunby, Carrington, Chapel St. Leonards, Claxby St Andrew, Claxby with Moorby, Claythorpe, Coningsby, Conisholme, Covenham St Bartholomew, Covenham St Mary, Croft, Cumberworth, Dalby, Donington on Bain, East Barkwith, East Keal, East Kirkby, Eastville, Edlington with Wispington, Elkington, Farlesthorpe, Firsby, Fotherby, Friskney, Frithville, Fulletby, Fulstow, Gautby, Gayton le Marsh, Gayton le Wold, Goulceby, Grainsby, Grainthorpe, Great Carlton, Great Steeping, Great Sturton, Greetham with Somersby, Grimoldby, Hagworthingham, Hainton, Hallington, Haltham, Halton Holegate, Hameringham, Hannah cum Hagnaby, Harrington, Hatton (Lincolnshire)Hatton, Haugh, Haugham, Hemingby, High Toynton, Hogsthorpe, Holton le Clay, Horncastle, Horsington, Hundleby, Huttoft, Ingoldmells, Irby in the Marsh, Keddington, Kirkby on Bain, Langriville, Langton by Spilsby, Langton by Wragby, Langton By Horncastle, Legbourne, Little Carlton, Little Cawthorpe, Little Steeping, Louth, Low Toynton, Ludborough, Ludford, Lusby with Winceby, Mablethorpe and Sutton, Maidenwell, Maltby le Marsh, Manby, Mareham le Fen, Mareham on the Hill, Markby, Market Stainton, Marshchapel, Mavis Enderby, Midville, Minting, Muckton, Mumby, New Leake, North Coates, North Cockerington, North Ormsby, North Somercotes, North Thoresby, Orby, Partney, Raithby, Raithby cum Maltby, Ranby, Reston, Revesby, Rigsby with Ailby, Roughton, Saltfleetby, Sausthorpe, Scamblesby, Scrivelsby, Sibsey, Skegness, Skendleby, Skidbrooke with Saltfleet Haven, Sotby, South Cockerington, South Ormsby cum Ketsby, South Somercotes, South Thoresby, South Willingham, Spilsby, Stenigot, Stewton, Stickford, Stickney, Stixwould and Woodhall, Strubby with Woodthorpe, Swaby, Tathwell, Tattershall, Tattershall Thorpe, Tetford, Tetney, Theddlethorpe All Saints, Theddlethorpe St Helen, Thimbleby, Thornton le Fen, Thorpe St. Peter, Toynton All Saints, Toynton St Peter, Tumby, Tupholme, Ulceby with Fordington, Utterby, Waddingworth, Wainfleet All Saints, Wainfleet St Mary, Waithe, Walmsgate, Well, Welton le Marsh, Welton le Wold, West Ashby, West Barkwith, West Fen, West Keal, West Torrington, Westville, Wildmore, Willoughby with Sloothby, Withcall, Withern with Stain, Wood Enderby, Woodhall Spa, Wragby, Wyham cum Cadeby, Yarburgh[2]

## Lincoln
Lincoln (unparished area)

## North East Lincolnshire
- Ashby cum Fenby, Aylesby, Barnoldby le Beck, Beelsby, Bradley, Brigsley, East Ravendale, Great Coates, Habrough, Hatcliffe, Hawerby cum Beesby, Healing, Humberston, Immingham, Irby, Laceby, New Waltham, Stallingborough, Waltham, West Ravendale, Wold Newton.[3]

## North Kesteven
- Anwick, Asgarby and Howell, Ashby De La Launde and Bloxholm, Aswarby and Swarby, Aubourn Haddington and South Hykeham, Aunsby and Dembleby, Bassingham, Beckingham, Billinghay, Blankney, Boothby Graffoe, Bracebridge Heath, Branston and Mere, Brant Broughton and Stragglethorpe, Brauncewell, Burton Pedwardine, Canwick, Carlton-le-Moorland, Coleby, Cranwell and Byard's Leap, Culverthorpe and Kelby, Digby, Doddington and Whisby, Dogdyke, Dorrington, Dunston, Eagle and Swinethorpe, Ewerby and Evedon, Great Hale, Harmston, Heckington, Heighington, Helpringham, Kirkby La Thorpe, Leadenham, Leasingham, Little Hale, Martin, Metheringham, Navenby, Newton and Haceby, Nocton, North Hykeham, North Kyme, North Rauceby, North Scarle, Norton Disney, Osbournby, Potter Hanworth, Rowston, Roxholm, Ruskington, Scopwick, Scredington, Silk Willoughby, Skellingthorpe, Sleaford, South Kyme, South Rauceby, Stapleford, Swaton, Swinderby, Temple Bruer with Temple High Grange, Thorpe on the Hill, Threekingham, Thurlby, Timberland, Waddington, Walcot Near Folkingham, Walcott, Washingborough, Welbourn, Wellingore, Wilsford, Witham St. Hughs.[4]

## North Lincolnshire
- Alkborough, Amcotts, Appleby, Barnetby le Wold, Barrow upon Humber, Barton-upon-Humber, Belton, Bonby, Bottesford, Brigg, Broughton, Burringham, Burton upon Stather, Cadney, Crowle, Croxton, East Butterwick, East Halton, Eastoft, Elsham, Epworth, Flixborough, Garthorpe and Fockerby, Goxhill, Gunness, Haxey, Hibaldstow, Holme, Horkstow, Keadby with Althorpe, Kirmington, Kirton in Lindsey, Luddington and Haldenby, Manton, Melton Ross, Messingham, New Holland, North Killingholme, Owston Ferry, Redbourne, Roxby cum Risby, Saxby All Saints, Scawby, South Ferriby, South Killingholme, Thornton Curtis, Ulceby, West Butterwick, West Halton, Whitton, Winteringham, Winterton, Wootton, Worlaby, Wrawby, Wroot.[5]